# Ballıca (Turquia)
Ballıca (em curdo:  Bolciyan) é uma vila no distrito de Nazimiye, província de Tunceli, Turquia. A aldeia é habitada por curdos da tribo Kurêşan e tinha uma população de 80 pessoas em 2021.
As aldeias de Akbulut, Ballıdere, Beşik, Boncuk, Boylu, Çayönü, Göktaş, Konuksever ( Varuç ), Küre e Sungur estão ligados à aldeia.